# Добжевіно
Добжевіно (пол. Dobrzewino) — село в Польщі, у гміні Шемуд Вейгеровського повіту Поморського воєводства.
Населення — 1073 особи (2011).
У 1975-1998 роках село належало до Гданського воєводства.

## Демографія
Демографічна структура станом на 31 березня 2011 року:
|          | Загалом | Допрацездатний вік | Працездатний вік | Постпрацездатний вік |
| -------- | ------- | ------------------ | ---------------- | -------------------- |
| Чоловіки | 503     | 134                | 333              | 36                   |
| Жінки    | 570     | 151                | 343              | 76                   |
| Разом    | 1073    | 285                | 676              | 112                  |